# 東方紅
東方紅（とうほうこう、簡体字：东方红、拼音: Dōngfāng Hóng）は、中華人民共和国の歌曲。1960年代のプロレタリア文化大革命期に毛沢東や中国共産党を讃える事実上の国歌として流行した。また本項では本曲をレパートリーに含む同名のミュージカル作品についても説明する。

## 作者

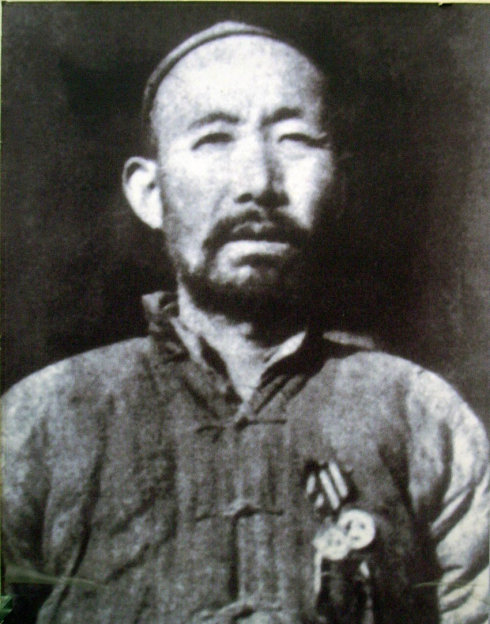
作者の李有源

東方紅の作詞者は、文革期は成立当初の歌詞だけでなく改定後の歌詞もすべてが李有源とされ、歌詞の印刷物にも明記されていた。その後別人の作であるという説も出て、作者が誰であるかの論議があったが、現在では成立当初の歌詞はやはり李有源作とされている。彼は陝北地方（陝西省北部）の農民出身で、後に従軍歌手となり、抗日戦争中、昇る朝日を見て歌詞を思いつき、出身地の民謡（「芝麻油」や「白馬調」として歌われていた）のメロディに歌詞をつけたものといわれている。そのため中華人民共和国では、この曲を「陝北民歌・革命歌曲」とする例が多い。1944年に共産党解放区の新聞「解放日報」上で発表された。現在演奏される伴奏をつけたのは李煥之。李有源の作った歌詞は4番まであったが、翌1945年にzh:公木を中心としたグループが2番以降を改訂し、現行の3番までの歌詞となった。

## 文革期の臨時国歌
中華人民共和国の国歌は建国以来「義勇軍進行曲」であるが、文化大革命中は作詞者の田漢が批判されたこともあって、歌詞は歌われなくなり、演奏だけにとどまっていた。そして、「東方紅」が事実上、国歌として扱われた。学校や職場では朝一番に必ず斉唱した。ラジオは国内向け・国際放送とも、「東方紅」の演奏で始まって、「インターナショナル」で終わるのが普通だった。ただし現在では、公式には「インターナショナル」が国歌扱いで「東方紅」は第二国歌扱いだったとする説もある。その名残で近年まで、中華人民共和国の国際放送である中国国際放送（北京放送）のインターバル・シグナルは「東方紅」のメロディを使用していたが、現在、インドネシア向けの放送以外は「義勇軍進行曲」を使用している。

## 建国60周年記念式典での使用
毛沢東死去後、鄧小平時代になって毛沢東の誤りも指摘されるようになってからは「東方紅」が歌われることは以前に比べて少なくなり、公的な場での使用もほとんどなくなっていた。2009年10月1日に行われた中華人民共和国成立60周年記念式典において、軍事パレードに引き続き開催された「群衆パレード」の冒頭は毛沢東時代・鄧小平時代・江沢民時代・胡錦濤時代を表すパレードがあり、それぞれの時代を表す歌が歌われた。毛沢東時代を表す歌として「東方紅」が選ばれ、曲の演奏・毛沢東の建国宣言の肉声の放送に引き続き、「東方紅」の合唱が行われた。
なお、チャイムの曲としては今でも根強い人気があり、毎日正午や夕方の決まった時間に「東方紅」の曲のチャイムが街中に流されるところもある。

## 歌詞
（2番以降は1999年死去の公木が中心として作った歌詞のため、著作権が残っており掲載できない。そのため1955年死去の李有源作の1番のみを掲載する）

### 簡体字
东方红，太阳升，
中国出了个毛泽东。
他为人民谋幸福，
呼儿嘿哟
他是人民的大救星。

### 繁体字
東方紅，太陽升，
中國出了個毛澤東。
他爲人民謀幸福，
呼兒嘿喲
他是人民的大救星。

### 拼音
Dōngfāng hóng, tàiyáng shēng,

Zhōngguó chū liǎo ge Máo Zédōng,

Tā wèi rénmín móu xìngfú,

Hū'ěr-hai-yo,
 tā shì rénmín de dà jiùxīng!

### 日本で使用される字体での表記
東方紅，太陽昇，
中国出了個毛沢東。
他為人民謀幸福，
呼児嘿喲
他是人民的大救星。

### 歌詞直訳
東が赤くなり太陽が昇った

中国に毛沢東が出た

彼は人民の幸福を図る

ああ

彼は人民の大きな救いの星

- （「呼児咳呀」は特に意味のない掛け声、あるいは感嘆詞である。そのため発音が同一の「呼爾嗨喲」「呼爾咳呀」「呼児海約」等、別の字で表記されることも多い。）
- 1960年代、1970年代の一部の親中派の新左翼系団体の発行していた歌集では日本語に翻訳あるいは意訳された日本語版東方紅が掲載されていたものもごく一部にあった。

## ミュージカル
1965年に上演された音楽劇。音楽舞踊史詩と謳われた。列強の支配にあえぐ旧社会に共産党が現れ、農村では農工兵が組織されて地主階級が打倒され、都市では学生が立ち上がり、国民党や日本軍を倒し、諸民族を解放し、新中国を建国するまでの歴史を、音楽、歌、踊りで壮大に描いた革命舞台劇。場面転換時のナレーション（男女各一名）以外は、台詞は一切なく、歌詞によって説明される。曲は「東方紅」に始まり、「義勇軍進行曲」、「三大紀律八項注意」など、革命で歌われたものが中心。最後は「インターナショナル」の斉唱で終わる。同年、記録映画も製作され、大劇場のない地方で上映された。

## その他
「東方紅」は地名や、機械などの名称に用いられた。
- トラクターや機関車等に好んで命名された。
  - 機関車については東方紅1型ディーゼル機関車（中国語版）参照。
- 黒龍江省には東方紅駅が存在する。
- 甘粛省蘭州市には「東方紅広場（中国語版）」という中央広場が存在する。また、その最寄り駅として東方紅広場駅という駅が蘭州地下鉄に存在する。

## 関連文献
- 『中国の音楽』、勁草書房、1965年